# Рдесник довгастий
Рдесник довгастий, рдесник довгий (Potamogeton praelongus) — вид водних трав'янистих рослин родини рдесникові (Potamogetonaceae). Видовий епітет означає «дуже довгий».

## Опис
Кореневища багаторічні, іржаво-плямисті. Стебла круглі в перетині, без плям, біло-коричневі, до 210 см. Листки всі під водою, вузькі довгасто-яйцеподібні, до 22х4 см, сидячі й охоплюють стовбур, тупі, від білого до зеленого кольору, злегка напівпрозорі. Непримітні зеленуваті квітки тримаються на міцних квітконосах довжиною 80–200 мм. Плоди сидячі, зеленувато-коричневі, оберненояйцеподібні, 4,5–5,5 мм. 2n = 52. Утворює гібриди з кількома іншими видами

## Поширення
Зростає у всіх помірних частинах північної півкулі: Європа (північна частина, Болгарія, Україна), Азія (Росія, Монголія, Китай, Корейський півострів, Японія), Північна Америка (від Гренландії до центральної Мексики). Населяє стоячі або повільно проточні водойми, включаючи озера, канали, струмки та рівнинні річки. Росте при глибині води 0.50–3 м, хоча й рідко у водоймі менше ніж 1 м у глибину. Живе, в основному, в багатій живильними речовинами воді. Чутливий до поганої якості води. Висота зростання: від рівня моря до 3000 метрів.
Загрозами для виду є річкове регулювання. Знаходиться під загрозою зникнення в Швейцарії та Німеччині, вид на межі зникнення у Чехії, у Великій Британії — близький до загрозливого стану.

## Галерея

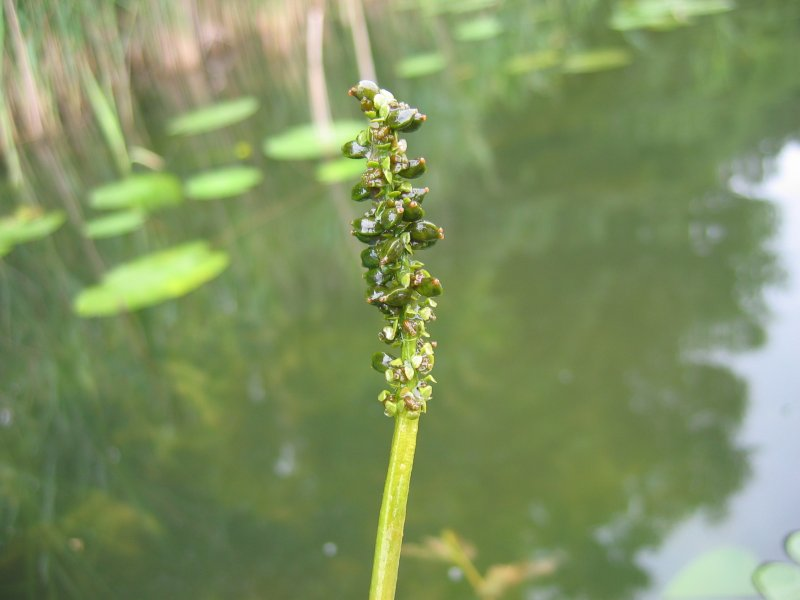